# Świąteczny książę
Świąteczny książę (ang. A Christmas Prince) - to amerykański film świąteczny z 2017 roku w reżyserii Alexa Zamma. W rolach głównych wystąpili: Rose McIver, Ben Lamb i Honor Kneafsey.  
Film miał swoją premierę 17 listopada 2017 r. na serwisie Netflix. 

## Fabuła
Amber Moore jest młodą dziennikarką. Pewnego dnia zostaje wysłana do Aldovii, aby przygotować materiał o nieodpowiedzialnym księciu, który wkrótce ma zostać królem. Jej plany zostają pokrzyżowane przez ochroniarza rodziny królewskiej, który przyłapuje ją w apartamencie księcia i królowej. Amber musi wcielić się w prywatną nauczycielkę samolubnej księżniczki Emily. Podczas pobytu w Aldovii poznaje, lepiej księcia Richarda i dowiaduje się o nim całej prawdy. Lecz mimo poznania swojej miłości Amber, doznaje też wielu przykrości i negatywnych opinii na jej temat ze strony Simona, Sophii, oraz pani Averill. 

## Obsada
- Rose McIver jako Amber Moore
- Ben Lamb jako Książę Richard
- Alice Krige jako Królowa Helena
- Honor Kneafsey jako Księżniczka Emily
- Sarah Douglas jako Pani Averill
- Emma Louise Saunders jako Lady Sophia
- Theo Devaney jako Simon
- Daniel Fathers jako Rudy Moore
- Tahirah Sharif jako Melissa
- Amy Marston jako Max
- Joel McVeagh jako Andy
- Tom Knight jako Premier Denzil
- Richard Ashton jako Pan Little